# Tauno Kangro

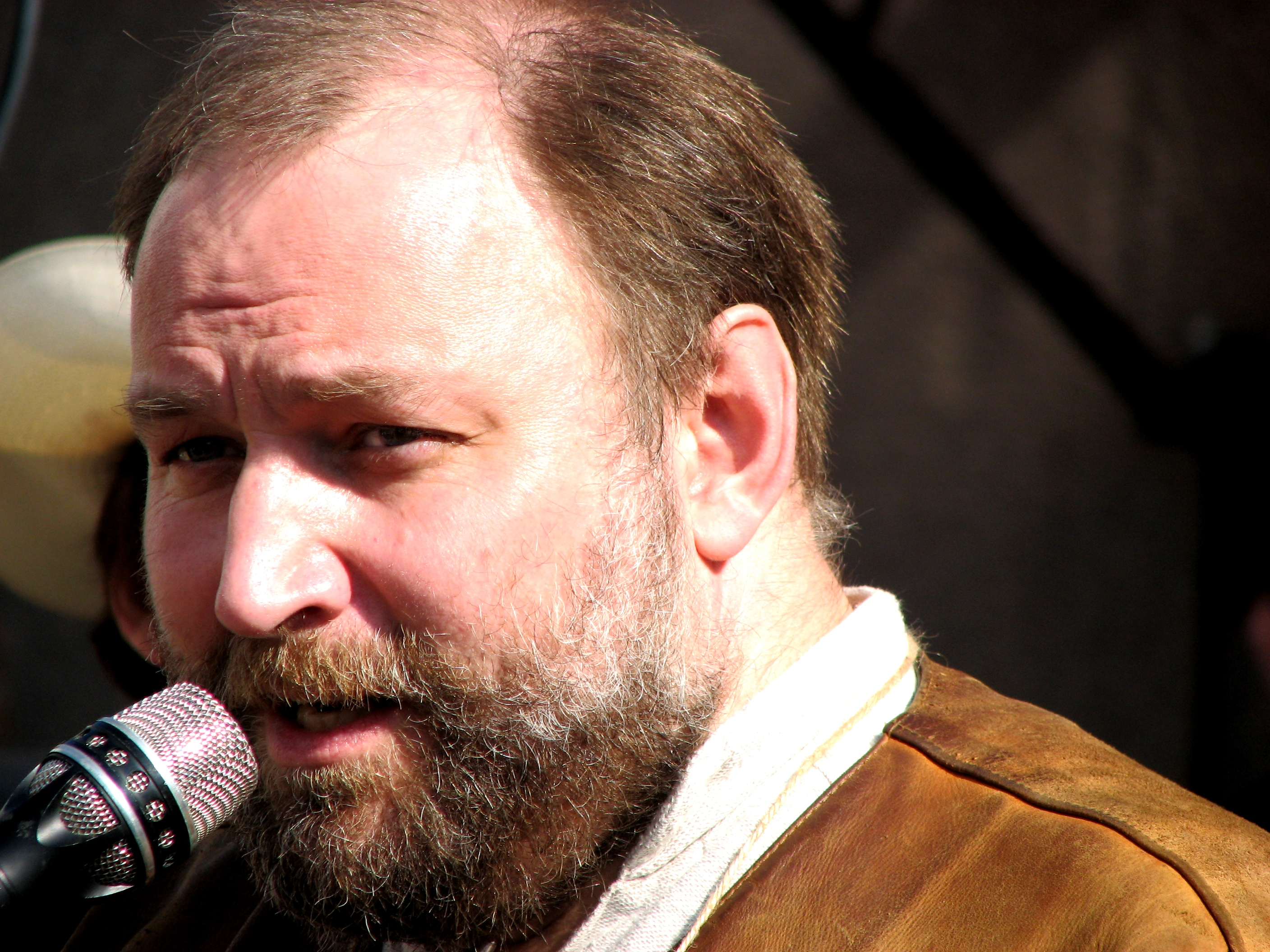
Tauno Kangro (2010)

Tauno Kangro (* 25. Mai 1966 in Tallinn, Estnische SSR) ist einer der herausragendsten zeitgenössischen Bildhauer Estlands.

## Leben

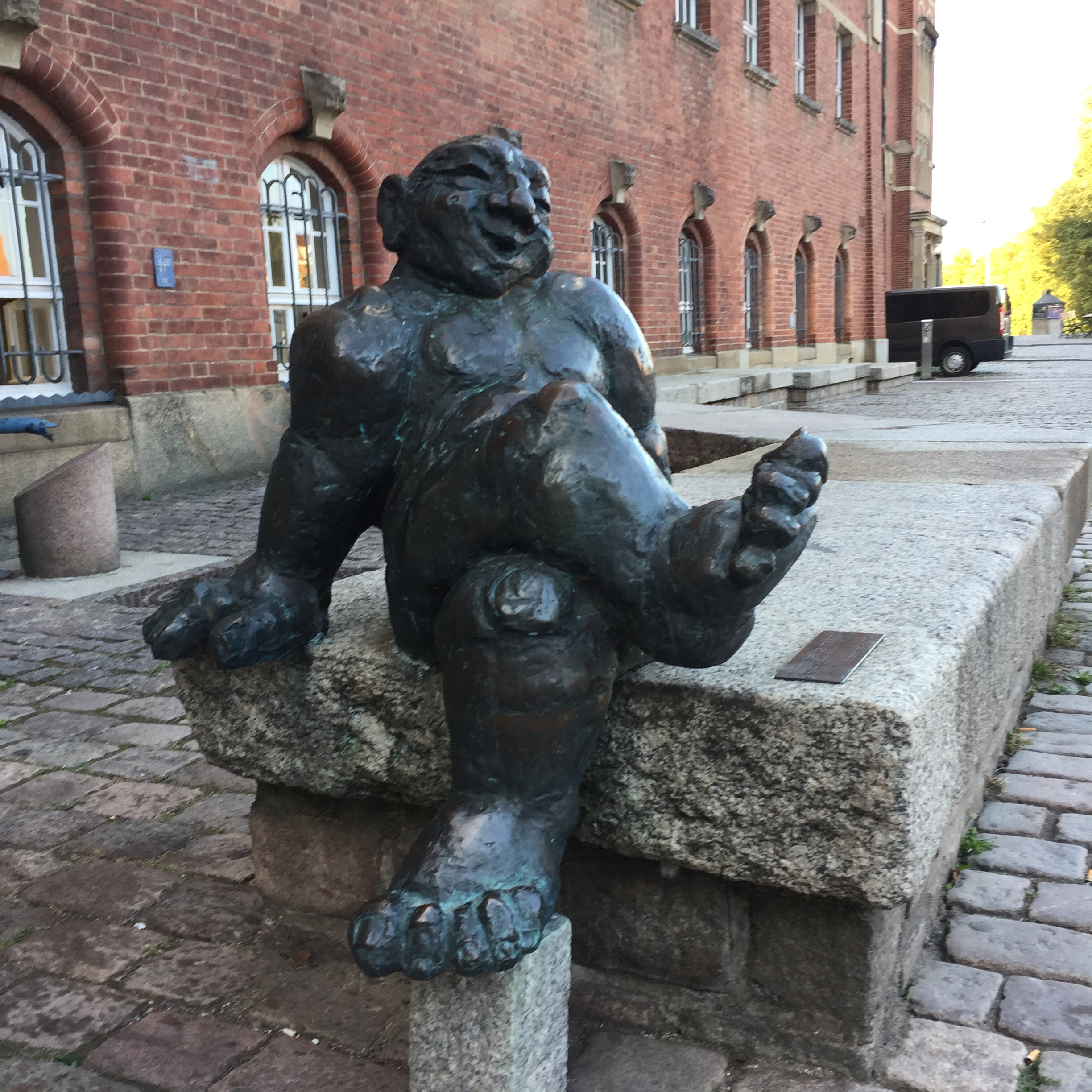
Skulptur Guter Hausgeist am Opernhaus, Kiel

Tauno Kangro entdeckte früh seine Neigung zur Kunst. Von 1976 bis 1984 besuchte er das Bildhauerstudio des Künstlers Kalju Reitel in Tallinn. Anschließend studierte er von 1986 bis 1993 Bildhauerei an der Estnischen Kunstakademie. Von 1992 bis 1999 war er als Kunstlehrer in Tallinn beschäftigt.
Seit 1993 ist Tauno Kangro einer der bedeutendsten freischaffenden Bildhauer Estlands. Zahlreiche Ausstellungen in Estland und anderen europäischen Ländern, darunter Deutschland, haben ihn bekannt gemacht. Daneben ist er auf dem Gebiet der Pastellmalerei tätig.
Tauno Kangro ist vor allem für seine Monumentalskulpturen bekannt. Oft verarbeitet er estnische Themen. Von ihm stammen unter anderem das schelmische Denkmal für den mythologischen Riesen Suur Tõll und seine Frau Piret auf der Insel Saaremaa (2002), die Bronzeplastik Linna hing ("Der Geist der Stadt") auf dem Rathausplatz von Kiel (2002) und das Teletorni monument (Granit und Bronze) am Fernsehturm Tallinn im Stadtteil Pirita (2005).